# Autostrada Bar – Boljare
Autostrada Bar – Boljare (cyr. Аутопут Бар – Бољаре) – autostrada w Czarnogórze, która w przyszłości stanie się częścią autostradowego korytarza Bar-Belgrad, łączącego wybrzeże Morza Adriatyckiego z Belgradem. Jako pierwsze zbudowane zostały odcinki IIIA i IIIB, których realizacja miała potrwać do 2019 roku. Ostatecznie otwarto je w lipcu 2022 roku - pierwszy odcinek autostrady w Czarnogórze liczy 41 kilometrów.

## Przebieg
Autostrada swój bieg rozpocznie w nadmorskiej wsi Ðurmani od istniejącego Tunelu Sozina, następnie dotrze do Virpazaru nad Jeziorem Szkoderskim, a potem do obwodnicy stolicy kraju, Podgoricy. Obwodnica będzie przebiegać od wsi Farmaci do Smokovaca. 11 maja 2015 rozpoczęła się budowa centralnego odcinka trasy ze Smokovaca do Mateševa, którego całkowity koszt ma wynieść 809 milionów euro. Przebieg przez górski teren wymusi budowę 45 mostów i 32 tuneli. W późniejszych latach dobudowany zostanie ostatni odcinek od Mateševa do granicy z Serbią w Boljare.

## Planowane odcinki
- Odcinek I: Ðurmani – Virpazar (11,2 km)
- Odcinek II: Virpazar – Farmaci – Smokovac (38 km)
- Odcinek IIIA: Smokovac – Veruša – Uvač (34 km) - otwarty w 2022
- Odcinek IIIB: Uvač – Mateševo (7 km) - otwarty w 2022
- Odcinek IVA: Mateševo – Andrijevica (23 km)
- Odcinek IVB: Andrijevica – Berane (11 km)
- Odcinek V: Berane – Boljare (41 km)[3]